# Michael Moore (contrebassiste)
Pour les articles homonymes, voir Michael Moore (homonymie) et Moore.
Michael Moore (né en 1945) est un contrebassiste de jazz américain.
Moore commence à apprendre la contrebasse à l'âge de 15 ans à  la Withrow High School de Cincinnati. Il poursuit ses études musicales Cincinnati College Conservatory. 
En 1966, il intègre le big band de Woody Herman.
Dans les années 1970, il travaille avec Marian McPartland, Bill Evans, Gil Evans, Stan Getz, Freddie Hubbard, Jim Hall, Benny Goodman, Warren Vache, Herb Ellis, Zoot Sims, Ruby Braff, George Barnes, Chet Baker, Lee Konitz, Jake Hanna et Gene Bertoncini.
Dans les années 1980, il travaille avec Zoot Sims, Kenny Barron et Michał Urbaniak.